# Албрехт III (Хабсбург)
Вижте пояснителната страница за други личности с името Албрехт III.
Албрехт III Богатия (на немски: Albrecht III, Albert, der Reiche, † 10 февруари 1199) е граф на Хабсбург от 1167 до 1199 г., също фогт на Мури и ландграф в Елзас.

## Произход и наследство
Той е първият син на граф Вернер II фон Хабсбург († 19 август 1167) и на Ита графиня фон Щаркенберг (в Тирол). Брат му Ото III, е като Ото II епископ на Констанц (1166 – 1174).
Баща му умира в Италия от чума през 1167 г. и Албрехт го последва като граф на Хабсбург. Той е привърженик на императорската фамилия Хоенщауфен. Той получава Цюрихгау от император Фридрих I Барбароса.

## Фамилия
Албрехт III е женен от 1164 г. за Ита фон Пфулендорф-Брегенц, дъщеря на Рудолф фон Пфулендорф (1100/1110 – 1181). Двамата имат две деца:
- Рудолф II Добрия († 10 април 1232), граф на Хабсбург
- Ита, ∞ за граф фон Лайнинген